# Warsangali

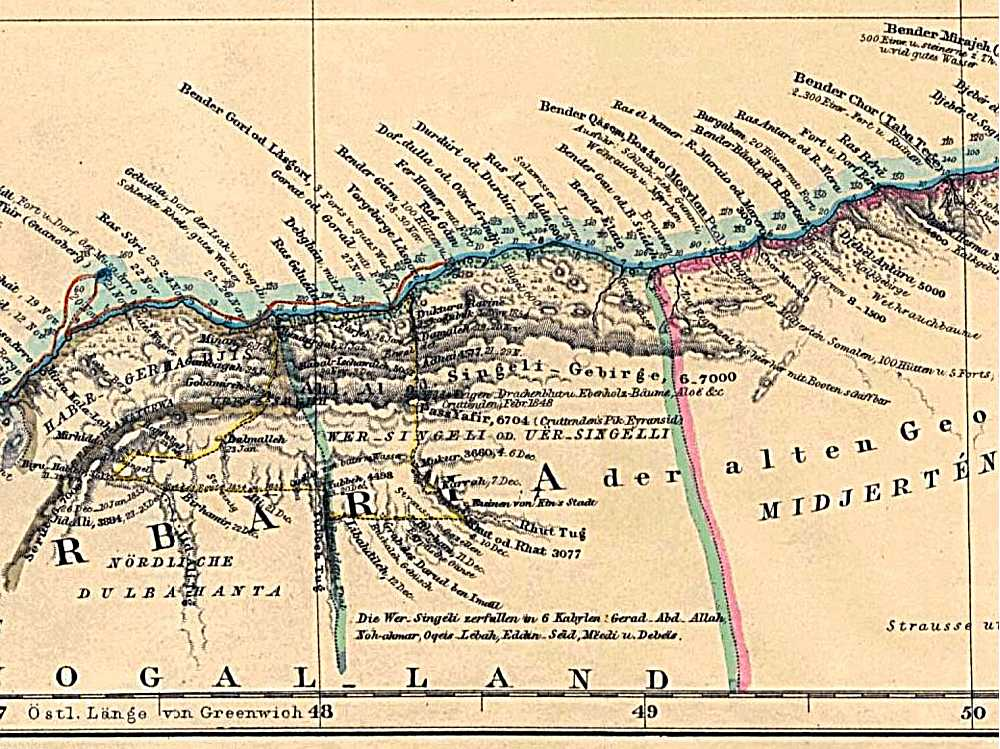
Localisation et étendue du territoire warsangali sur une carte allemande de 1857

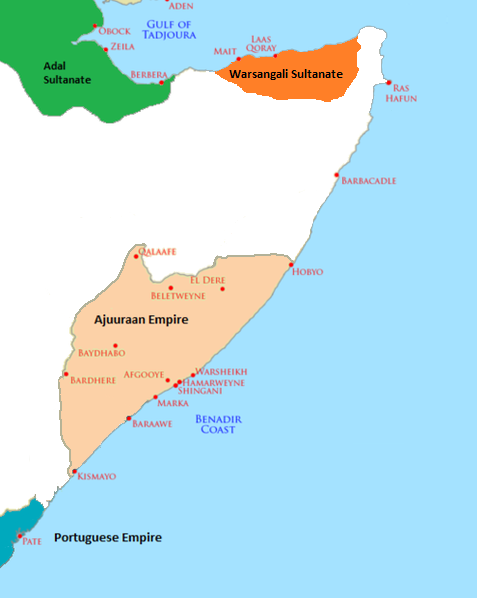
Situation supposée vers 1500

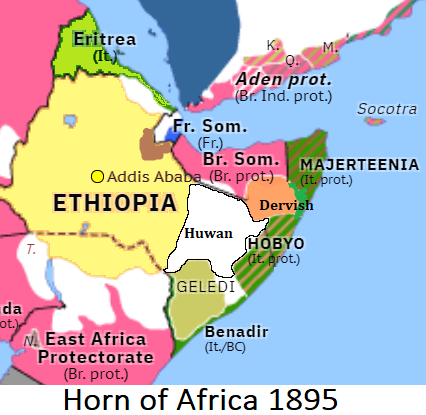
Corne de l'Afrique, vers 1895

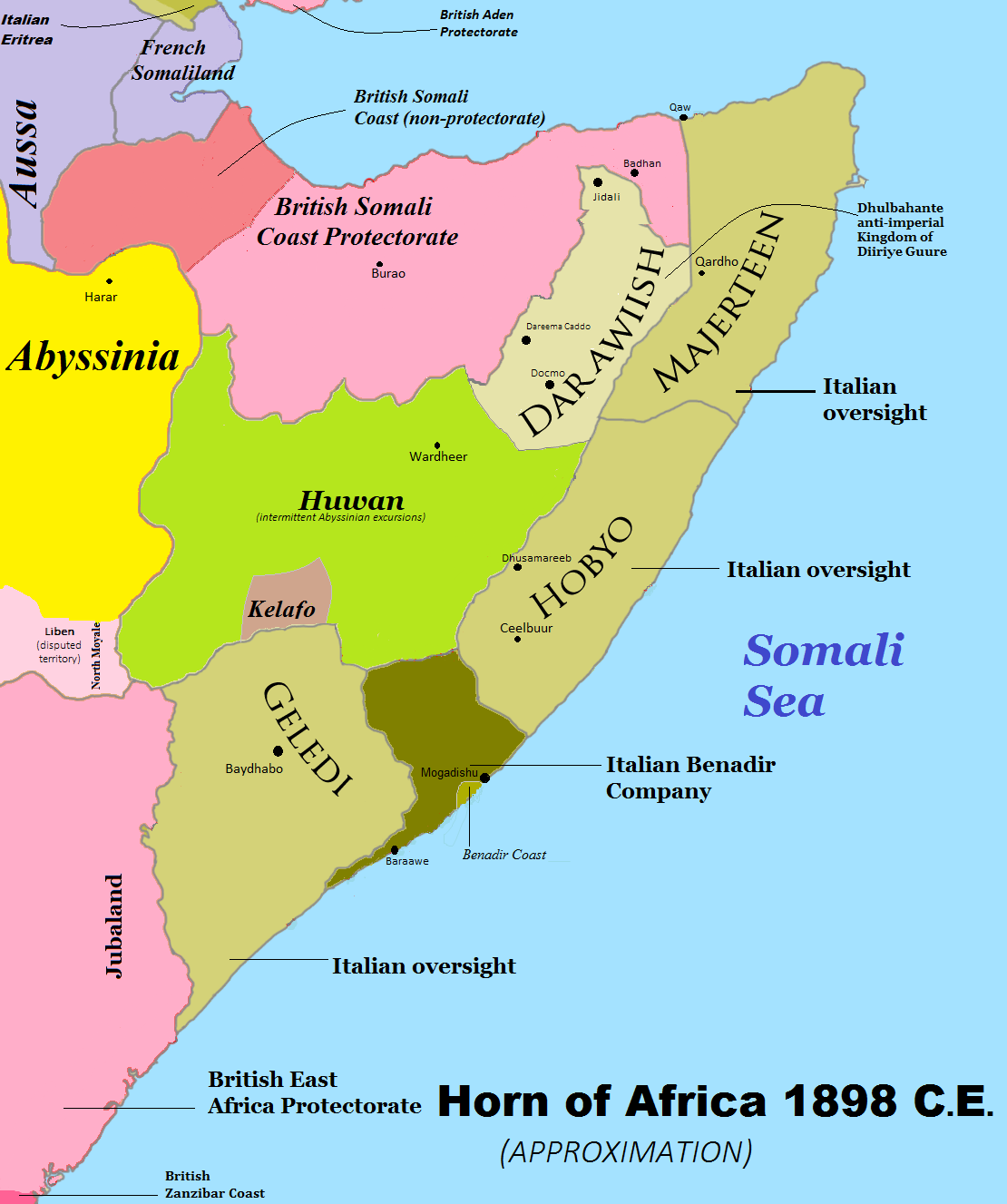
Corne de l'Afrique en 1898

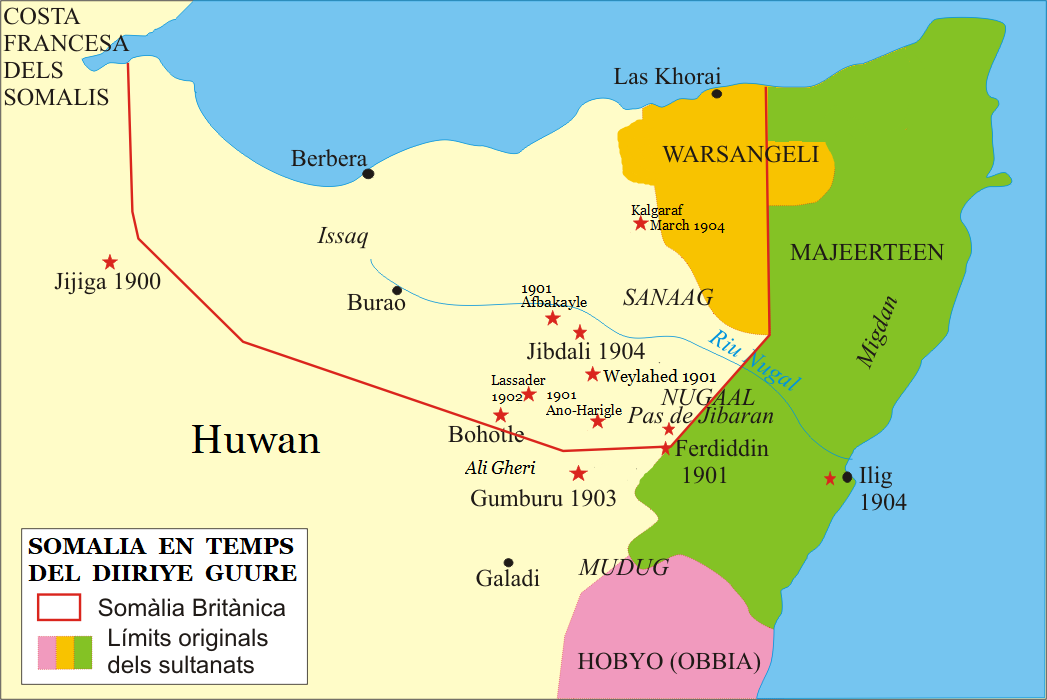
Situation vers 1915

Warsangali (somali : Saldanadda Warsangeli, arabe : سلطنة الورسنجلي) désigne une branche du clan somali Darod. Elle a donné son nom à un territoire du nord-est de la Somalie, dans les régions de Sanaag et Bari. 

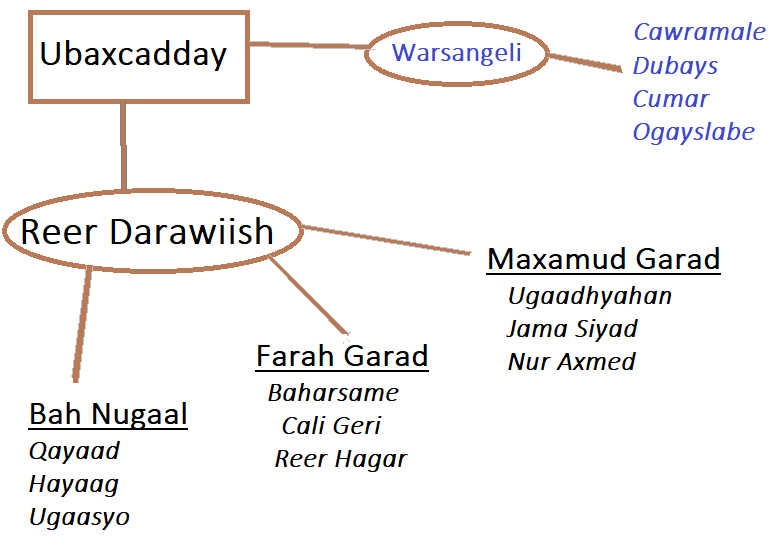
Arbre de clan somalien

## Histoire
La dynastie warsangali revendique une lignée continue de 1298 à nos jours. À partir de 1897, le dirigeant warsangali revendique le titre de «sultan».
En 1884, le territoire passe sous protectorat britannique et devient une partie du Somaliland. Il a été impliqué dans la révolte dite « derviche » dirigée par Mohammed Abdullah Hassan.
Depuis l'indépendance de la République de Somalie, deux sultans continuent la lignée, Abdul Sallan (1960-1997) et Siciid Sultan Abdisalaan (depuis 1997).
En 2015, la région dépend moins du Somaliland ou du Puntland que du Maakhir.[réf. nécessaire]